# Черновръшки рид
Черновръ̀шки рид е рид във вътрешната структурна ивица на Средния Предбалкан, области Габрово и Ловеч, разположен между долините на реките Янтра и Видима.
Издига се между долината на река Видима, която го отделя от Троянските възвишения на запад и Севлиевското поле на север. Долината на река Янтра при Габрово го отделя от Габровските възвишения на изток. На юг малките Новоселска и Кръвенишка котловини го отделят от Калоферска планина (дял от Стара планина), а източно от село Купен, в района на изворите на реките Голищица (от басейна на Росица) и Паничарка (от басейна на Янтра) чрез седловина, висока 865 м се свързва с рида Осениковец на Шипченска планина (дял от Стара планина).
Дължината на рида от запад на изток е около 40 км, а ширината му в западната част достига до 10 км. Билото му е остро с височина над 1000 м, а най-високата му точка е връх Черни връх (1199,4 м), разположен в югозападната му част, северно от град Априлци. Склоновете му са стръмни, особено на север към Севлиевското поле. Почти през средата, между селата Тумбалово и Горна Росица се проломява от река Росица, като източната му по-ниска част се нарича Бухала и именно тя се свързва на юг с Шипченска планина. От западната му част извира Граднишка река (десен приток на Видима, а от източната му – река Лопушница (десен приток на Росица. Изграден е от долно- и горнокредни пясъчници, варовици и мергели на Черновръшката антиклинала. Почвите са сиви горски. Северните му стръмни склонове са обрасли предимно с дъбово-габърови гори.
В най-източната му част са разположени няколко от кварталите на град Габрово, а в югозападната – част от кварталите на град Априлци. По северното и южното му подножие и в източната ниска част на рида са пръснати множество малки селца и махали в общините Габрово, Севлиево и Априлци.
В средната част на рида, в пролома на река Росица са разположени манастирите „Въведение Богородично“ (Батошевски манастир) и „Успение Богородично“.

## Топографска карта
- Лист от карта K-35-38. Мащаб: 1 : 100 000.
- Лист от карта K-35-39. Мащаб: 1 : 100 000.